# István Thomán
István Thomán (hongarès: Thomán István)  (Humenné, 4 de novembre de 1862 - Budapest, 22 de setembre de 1940) va ser un virtuós i educador musical de piano hongarès. Va ser un notable professor de piano, amb estudiants com Béla Bartók, Ernő Dohnányi, Oscar Peterson i Georges Cziffra. La seva Tècnica de tocar el piano en sis volums encara es fa servir en l'actualitat.

## Adolescència i educació
Thomán va néixer a Homonna, comtat de Zemplén, Regne d'Hongria (ara a Eslovàquia), el 1862, de pares jueus, el doctor David Thomán i Rosa Weisberger. Reconegut pel seu talent, es va convertir en l'estudiant favorit de Franz Liszt. Liszt el va nomenar per ensenyar a la Reial Acadèmia de Música Hongaresa de Budapest, però va haver de retirar-se sobtadament als 45 anys.

## Carrera
Thomán va fer una gira amb Liszt, va ser present a la seva mort i va ser portador de pal·lis al seu funeral. Thomán, juntament amb el seu company d'estudis Liszt, Árpád Szendy, van ser importants a l'hora de continuar l'estil Liszt a través del seu ensenyament a la Reial Acadèmia de Música d'Hongria.
Com a professor a la Reial Acadèmia, Thomán va assumir com a estudiant a Paul de Marky i Ernán Dohnányi, de 17 anys, el 1894. El 1903, Béla Bartók, de 21 anys, va dedicar el seu Estudi per a la mà esquerra a Thomán. L'estudi és una Sonata interpretada completament amb una sola mà. Als seus estudis sobre els estudis de Chopin, Leopold Godowsky va dedicar l'Opus 25 núm. 11 (A menor) a Thomán.
La filla de Thomán, Mária Thomán (1899–1948), es va convertir en una destacada violinista de concerts i va estudiar amb Jenő Hubay, Franz von Vecsey, Carl Flesch i Alma Moodie. Va donar concerts per tot Europa, tant com a solista com amb l’acompanyament d'orquestres filharmòniques i conjunts de cambra.